# Овдій
Овді́й або Авдій (івр. עובדיה‬, ʿOvadyah; івр. עבדיהו‬, ʿOvadyahu, «слуга Божий»)  — у юдаїзмі та християнстві єврейський пророк VI століття до н.е. Один з 12 малих пророків. Походив з Юдеї. Пророкував у той же час, що і святі Осія, Йоіл, Амос і Міхей. Автор книги пророка Овдія, найкоротшої з усіх книг Старого Завіту. Передбачав ідумейцям, які напали на юдеїв, їхню загибель за переслідування ізраїльського народу. Пророк нагадує загарбникам, що за насильство над будь-яким народом з боку іншого Господь карає. 
Вшановується як святий у католицькій, православних, лютеранській і коптській церквах. День вшанування — 19 листопада.

## Інші Овдії/Авдії в Біблії
Авдії́л (з івр. слуга Бога) — Єр. 36:26), отець Шелемії.